# ТОР «Алексин»
Территория опережающего социально-экономического развития «Алексин» — территория городского округа Алексин в Тульской области, на которой действует особый правовой режим предпринимательской деятельности. Образована в 2019 году. Ожидаемый объем инвестиций составляет 7,6 млрд рублей.

## Развитие территории
В 2014 году городской округ Алексин был включен в перечень монопрофильных муниципальных образований, что впоследствии дало Алексину право на оформление статуса территории опережающего социально-экономического развития. ТОР «Алексин» была создана в соответствии с Постановлением Правительства РФ от 12 апреля 2019 года № 430 с целью привлечения инвестиций, не связанных с деятельностью градообразующего предприятия АО НПО «Тяжпромарматура» — «АЗТПА»,. По состоянию на 2021 год, на территории зарегистрировано 7 резидентов.

## Условия для резидентов
Требования к потенциальным резидентам ТОР «Алексин» предусматривают, что компании-соискатели должны быть вести деятельность исключительно на территории города, предоставить минимальный объем инвестиций в 2,5 млн рублей в течение первого года, создать не менее 10 рабочих мест в течение первого года, ограничить привлечение иностранной рабочей силы до 25 % максимум, не находиться в процессе ликвидации, банкротства или реорганизации и соответствовать профильным видам деятельности ТОР. Для резидентов предусмотрен льготный налоговый режим: налог на прибыль в федеральный бюджет и отчисления в региональный бюджет составляет обнуляется в течение первых пяти лет, затем составит не более 10 %. Обнуляются налоги на землю и имущество в первые пять лет, страховые взносы снижаются до 7,6 % (на весь период, если статус резидента получен в первые три года),.

## Проекты
Якорные проекты ТОР «Алексин» предусматривают строительство завода по производству гранулированного зеленого корма из люцерны, реконструкцию и строительстве тепличного комплекса, хлебозавода, создание детского спортивно-оздоровительного лагеря. В 2020 году к резидентам ТОР «Алексин» присоединилась компания «Тулома Салмон» с проектом строительства завода по производству атлантического лосося. Стоимость проекта оценивается в 2,7 млрд рублей. Позднее было зарегистрировано еще два резидента: ООО «Инновационное предприятие НОВА» (строительство завода детских товаров) и компания «Черока» (запуск линии производства замороженных тортов),.